# Дровяная площадь (Турку)
Дровяная пло́щадь Ту́рку (фин. Puutori, швед. Trätorget) — историческая площадь Турку, расположенная в VI районе центрального округа, на западном берегу реки Аурайоки.

## История
Площадь возникла исторически как место для оптовой продажи дров от чего и получила своё наименование. Длина площади 100 метров и ширина — 40 метров.
В северо-восточной части площади расположен городской концертный зал, где с 1951 года проходит большая часть концертов старейшего в Финляндии городского филармонического оркестра.
Перед зданием концертного зала установлен памятник — дар от города-побратима Турку — шведского города Гётеборга.
Действовавший на площади с 1933 по 1986 годы старый общественный туалет, в 1997 году был реконструирован под популярный в настоящее время бар «Пууторин Весса».